# Lasioglossum viridatum
Lasioglossum viridatum är en biart som först beskrevs av Lovell 1905.  Lasioglossum viridatum ingår i släktet smalbin, och familjen vägbin. Inga underarter finns listade i Catalogue of Life. Arten lever i östra Nordamerika.

## Beskrivning
Huvud och mellankropp är gröna med svagt gul eller blå metallglans. Clypeus har en brun övre halva, medan både den undre halvan och området över clypeus och mandiblerna (de pariga käkarna) är gyllengula. Hanen har avvikande färg på både mandiblerna (orange) och labrum (rödbrun). Antennerna är bruna liksom benen, de halvgenomskinliga vingarna har brunaktiga till orange ribbor och rödaktiga till orange vingfästen. Bakkroppen är mörkbrun, med halvgenomskinligt brungula bakkanter på tergiterna och sterniterna. Biet är inte stort; honan har en kroppslängd mellan 5,5 och 6,2 mm, hanen mellan 5,1 och 5,7 mm.

## Utbredning
En vanlig art som förekommer i östra Nordamerika från sydöstra Manitoba och södra Ontario i Kanada över USA:s nordöstra stater (nordöstra Minnesota till Massachusetts, Connecticut och Rhode Island) med en sydöstlig utlöpare över Pennsylvania och West Virginia till nordöstra Tennessee och nordvästra North Carolina.

## Ekologi
Arten är polylektisk, den flyger till blommande växter från flera familjer: Korgblommiga växter, korsblommiga växter, ljungväxter, ärtväxter, viveväxter, rosväxter och videväxter. Litet är i övrigt känt om dess biologi.